# Amos Sawyer
Amos Claudius Sawyer (15 de junio de 1945 - Baltimore, 16 de febrero de 2022) fue un político y académico liberiano que se desempeñó como Presidente del Gobierno Interino de Unidad Nacional de Liberia, entre el 22 de noviembre de 1990 y el 7 de marzo de 1994.

## Biografía
Se educó en escuelas locales y se graduó en 1966 de la Universidad de Liberia. Viajó a los Estados Unidos para obtener un posgrado, obteniendo MA y Ph.D. en ciencias políticas de la Northwestern University.
Después de su regreso a Liberia, el Dr. Sawyer trabajó como académico, pero también se convirtió en activista y político. Se postuló para el cargo de Alcalde de Monrovia, la capital, en calidad de candidato independiente.
Después del golpe de Estado de 1980 regresó a la academia por un tiempo, ejerciendo como profesor de ciencias políticas en la Universidad de Liberia. En diciembre de 1980 fue nombrado decano de la Facultad de Ciencias Sociales y director interino de la Universidad.
Fue miembro fundador del Movimiento por la Justicia en África (MOJA) y en 1983 fundó el Partido Popular de Liberia. A fines de agosto de 1990, tras la muerte del presidente Samuel Doe, una delegación de 35 liberianos en representación de siete partidos políticos y once grupos de interés celebró una conferencia de emergencia en Gambia. Votaron a Sawyer como presidente interino y al obispo Roland Diggs como vicepresidente para establecer un gobierno de unidad nacional. Su gestión estuvo marcada por el desarrollo de la Guerra Civil Liberiana.
En 1994 se vio obligado a dimitir como parte del proceso de paz, y posteriormente el rol de líder oficial de Liberia no fue asumido por el presidente, sino por los presidentes del Consejo de Estado. Los combates volvieron a encenderse en 1996 y continuaron durante la presidencia de Charles Taylor desde 1997 hasta 2003.
Regresó a los Estados Unidos por un período, y fue invitado a desempeñarse como Director Asociado y Investigador Académico, Taller de Teoría Política y Análisis de Políticas, en el Departamento de Ciencia Política de la Universidad de Indiana Bloomington.
Fue presidente de la Comisión de Reforma de la Gobernanza en Liberia, que recientemente se ha convertido en la Comisión de Gobernabilidad. Su libro, "Más allá del saqueo: hacia la gobernabilidad democrática en Liberia" (2005), exploró el desarrollo de la democracia multipartidista en el país. Apoyó a Ellen Johnson Sirleaf en las elecciones de octubre de 2005 y 2011.
Sawyer murió en el Hospital Johns Hopkins en Baltimore, Maryland, el 16 de febrero de 2022, a la edad de 76 años.